# Nationale Kongresspartei
|  | Dieser Artikel wurde auf den Seiten der Qualitätssicherung des Projektes Politiker eingetragen. Hilf mit, ihn zu verbessern, und beteilige dich an der Diskussion! |

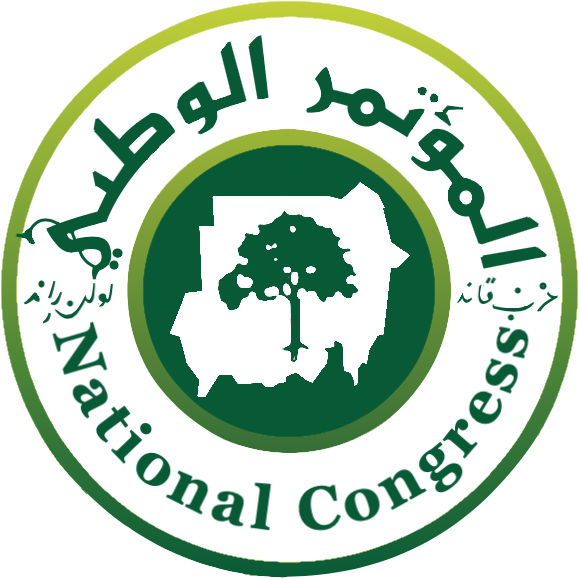
Logo

Die Nationale Kongresspartei, auch Nationaler Kongress, englisch National Congress Party; arabisch المؤتمر الوطني, DMG al-Muʾtamar al-Waṭanī, Kürzel NCP; war eine politische Partei, die bis zum Umsturz 2019 Regierungspartei im Sudan war.
Der langjährige Vorsitzende der Partei war der Feldmarschall und Staatspräsident des Landes Omar al-Baschir. Am 1. März 2019 übergab al-Baschir den Vorsitz an seinen bisherigen Stellvertreter Ahmed Harun.
Die Partei führt eine eigene Zeitung, die Parteizeitung National Congress. Die Ideologie der Partei, die mit autoritären Methoden umgesetzt wird, sind eine strenge Auslegung des Islam mit dem Ziel einer Islamisierung der Gesellschaft und der arabische Nationalismus.

## Geschichte
Nach der Wahl 1986 übernahm eine Koalitionsregierung unter Führung von Sadiq al-Mahdi die Macht. An dieser Koalition war die islamistische Partei Nationale Islamische Front (NIF) von Hasan at-Turabi mit 20 Prozent beteiligt. 1989 übernahm al-Baschir mit Unterstützung von Turabi in einem unblutigen Staatsstreich die Macht. Die neue Regierung wurden schnell von Ägypten und anderen benachbarten arabischen und afrikanischen Staaten anerkannt. Al-Baschir regierte anfangs mit einem Revolutionary Command Council (RCC). Diese Gruppe wurde 1993 aufgelöst und al-Baschir formell als Präsident ernannt. Bei den Wahlen im März 1996 wurde at-Turabi Sprecher der Nationalversammlung, seine Verbündeten erhielten die meisten Ministerien. Im Anschluss kam es zum Bruch zwischen den beiden Politikern. Die NIF spaltete sich in die National Congress Party (NCP) von al-Baschir und die Popular Congress Party (PCP) von at-Turabi. Dieser betrieb nun offensiv eine Politik gegen al-Baschir und wurde daraufhin nach Verhängung des Notstands 1999 aus der Regierung entlassen.
Die Nationale Kongresspartei war und ist an den regionalen Bürgerkriegen im Land beteiligt: dem Sezessionskrieg im Südsudan, dem Konflikt im Ostsudan und dem andauernden Darfur-Konflikt. Menschenrechtsverletzungen in den betroffenen Gebieten gingen oft von der NCP aus. Die 1983 mit den Septembergesetzen eingeführte islamische Gesetzgebung (Schari’a) wurden 1991 von der NCP verschärft. Die Wahlen vom 13. und 22. Dezember 2000 gewann die NPC erneut und erhielt die absolute Mehrheit der Sitze.
Im November 2019 beschlossen der Souveräne Rat und die zivile Übergangsregierung von Ministerpräsident Abdalla Hamdok die Auflösung der Partei und die Konfiszierung ihres Vermögens.